# Nuoto ai campionati mondiali di nuoto 2023 - 50 metri farfalla maschili
La gara di nuoto dei 50 metri farfalla maschili dei campionati mondiali di nuoto 2023 è stata disputata il 23 e 24 luglio 2023 presso il Marine Messe Fukuoka di Fukuoka. Vi hanno preso parte 91 atleti provenienti da 81 nazioni.
La competizione è stata vinta dal nuotatore italiano Thomas Ceccon,mentre l'argento e il bronzo sono andati rispettivamente al portoghese Diogo Ribeiro e al francese Maxime Grousset.

## Podio
| Posizione | Atleta          | Nazionalità |
| --------- | --------------- | ----------- |
| Oro       | Thomas Ceccon   | Italia      |
| Argento   | Diogo Ribeiro   | Portogallo  |
| Bronzo    | Maxime Grousset | Francia     |

## Programma
| Data           | Ora (UTC+9) | Turno      |
| -------------- | ----------- | ---------- |
| 23 luglio 2023 | 12:26       | Batterie   |
| 23 luglio 2023 | 20:50       | Semifinali |
| 24 luglio 2023 | 20:02       | Finale     |

## Record
Prima della competizione il record del mondo e il record dei campionati erano i seguenti:
| Record mondiale       | 22"27 | Andrij Hovorov Ucraina     | 1º luglio 2018 Roma, Italia           |
| Record dei campionati | 22"35 | Caeleb Dressel Stati Uniti | 22 luglio 2019 Gwangju, Corea del Sud |

Nel corso della competizione non sono stati migliorati.

## Risultati

### Batterie
| Pos. | Batteria | Corsia | Atleta                                 | Nazionalità               | Tempo | Note             |
| ---- | -------- | ------ | -------------------------------------- | ------------------------- | ----- | ---------------- |
| 1    | 8        | 5      | Maxime Grousset                        | Francia                   | 22"74 | Q,               |
| 2    | 9        | 5      | Jacob Peters                           | Gran Bretagna             | 22"85 | Q                |
| 3    | 8        | 4      | Dylan Carter                           | Trinidad e Tobago         | 22"89 | Q                |
| 4    | 8        | 8      | Abdelrahman Sameh                      | Egitto                    | 23"10 | Q,               |
| 5    | 10       | 6      | Noè Ponti                              | Svizzera                  | 23"13 | Q                |
| 6    | 9        | 3      | Diogo Ribeiro                          | Portogallo                | 23"14 | Q                |
| 6    | 9        | 4      | Thomas Ceccon                          | Italia                    | 23"14 | Q                |
| 8    | 10       | 5      | Nyls Korstanje                         | Paesi Bassi               | 23"19 | Q                |
| 9    | 9        | 0      | Ilya Kharun                            | Canada                    | 23"27 | Q, =             |
| 9    | 9        | 2      | Dare Rose                              | Stati Uniti               | 23"27 | Q                |
| 9    | 10       | 3      | Szebasztián Szabó                      | Ungheria                  | 23"27 | Q                |
| 9    | 10       | 4      | Benjamin Proud                         | Gran Bretagna             | 23"27 | Q                |
| 13   | 8        | 6      | Simon Bucher                           | Austria                   | 23"32 | Q                |
| 14   | 7        | 7      | Mario Mollà                            | Spagna                    | 23"34 | Q                |
| 15   | 8        | 7      | Joshua Liendo                          | Canada                    | 23"36 | Q                |
| 15   | 10       | 7      | Josif Miladinov                        | Bulgaria                  | 23"36 | Q                |
| 17   | 7        | 1      | Stergios Bilas                         | Grecia                    | 23"39 |                  |
| 18   | 9        | 6      | Cameron McEvoy                         | Australia                 | 23"40 |                  |
| 18   | 10       | 9      | Meiron Cheruti                         | Israele                   | 23"40 |                  |
| 20   | 7        | 2      | Nicholas Lia                           | Norvegia                  | 23"43 |                  |
| 21   | 8        | 2      | Andrij Hovorov                         | Ucraina                   | 23"44 |                  |
| 22   | 7        | 5      | Tomer Frankel                          | Israele                   | 23"48 |                  |
| 23   | 6        | 1      | Baek In-chu                            | Corea del Sud             | 23"50 | =                |
| 24   | 8        | 0      | Adilbek Mussin                         | Kazakistan                | 23"55 |                  |
| 25   | 10       | 1      | Cameron Gray                           | Nuova Zelanda             | 23"57 |                  |
| 26   | 8        | 9      | Shaun Champion                         | Australia                 | 23"60 |                  |
| 27   | 6        | 3      | Mikel Schreuders                       | Aruba                     | 23"65 | Record nazionale |
| 27   | 7        | 0      | Julien Henx                            | Lussemburgo               | 23"65 |                  |
| 29   | 10       | 8      | Shaine Casas                           | Stati Uniti               | 23"69 |                  |
| 30   | 9        | 8      | Daniel Zaitsev                         | Estonia                   | 23"73 |                  |
| 30   | 9        | 9      | Mikkel Lee                             | Singapore                 | 23"73 |                  |
| 32   | 7        | 3      | Oskar Hoff                             | Svezia                    | 23"74 |                  |
| 33   | 7        | 9      | Tibor Tistan                           | Slovacchia                | 23"75 |                  |
| 33   | 8        | 1      | Naoki Mizunuma                         | Giappone                  | 23"75 |                  |
| 35   | 10       | 0      | Chen Juner                             | Cina                      | 23"79 |                  |
| 35   | 10       | 2      | Takeshi Kawamoto                       | Giappone                  | 23"79 |                  |
| 37   | 9        | 7      | Wang Changhao                          | Cina                      | 23"83 |                  |
| 38   | 6        | 4      | Adrian Jaskiewicz                      | Polonia                   | 23"84 |                  |
| 39   | 6        | 6      | Kayky Mota                             | Brasile                   | 23"85 |                  |
| 40   | 5        | 6      | Lamar Taylor                           | Bahamas                   | 23"91 |                  |
| 41   | 8        | 3      | Teong Tzen Wei                         | Singapore                 | 23"92 |                  |
| 42   | 7        | 6      | Miguel Nascimento                      | Portogallo                | 23"95 |                  |
| 43   | 7        | 4      | Daniel Gracik                          | Rep. Ceca                 | 23"96 |                  |
| 44   | 6        | 5      | Roland Schoeman                        | Sudafrica                 | 24"05 |                  |
| 45   | 6        | 7      | Jorge Iga                              | Messico                   | 24"05 |                  |
| 46   | 6        | 2      | Jarod Hatch                            | Template:SMF              | 24"07 |                  |
| 47   | 9        | 1      | Piero Codia                            | Italia                    | 24"13 |                  |
| 48   | 6        | 9      | Abeiku Jackson                         | Ghana                     | 24"14 |                  |
| 49   | 6        | 0      | Ian Ho                                 | Hong Kong                 | 24"20 |                  |
| 50   | 7        | 8      | Waleed Abdulrazzaq                     | Kuwait                    | 24"30 |                  |
| 51   | 5        | 3      | Ben Hockin                             | Paraguay                  | 24"34 |                  |
| 52   | 5        | 1      | Guido Buscaglia                        | Argentina                 | 24"47 |                  |
| 53   | 5        | 8      | Bryan Leong                            | Malaysia                  | 24"54 |                  |
| 54   | 5        | 2      | Lương Jeremie Loic Nino                | Vietnam                   | 24"56 |                  |
| 55   | 5        | 0      | Matthew Lawrence                       | Mozambico                 | 24"70 |                  |
| 56   | 5        | 5      | Hüseyin Emre Sakçı                     | Turchia                   | 24"72 |                  |
| 57   | 5        | 9      | Sajan Prakash                          | India                     | 24"93 |                  |
| 58   | 5        | 7      | Joe Kurniawan                          | Indonesia                 | 25"05 |                  |
| 59   | 5        | 4      | Emil Pérez                             | Venezuela                 | 25"22 |                  |
| 60   | 4        | 2      | Adriel Sanes                           | Isole Vergini Americane   | 25"28 |                  |
| 61   | 4        | 4      | Salvador Gordo                         | Angola                    | 25"48 |                  |
| 62   | 2        | 5      | Alex Joachim                           | Saint Vincent e Grenadine | 25"58 | Record nazionale |
| 62   | 4        | 1      | Kokoro Frost                           | Samoa                     | 25"58 | Record nazionale |
| 64   | 4        | 5      | Mohamad Masoud                         | Atleti Rifugiati          | 25"73 |                  |
| 65   | 4        | 6      | Finau Ohuafi                           | Tonga                     | 25"85 |                  |
| 66   | 4        | 7      | Diego Aranda                           | Uruguay                   | 25"87 |                  |
| 67   | 4        | 8      | Salem Sabt                             | Emirati Arabi Uniti       | 25"95 |                  |
| 68   | 4        | 3      | Jeno Heyns                             | Suriname                  | 26"21 |                  |
| 69   | 2        | 6      | Damien Shamambo                        | Zambia                    | 26"46 |                  |
| 70   | 3        | 3      | Adnan Kabuye                           | Uganda                    | 26"54 |                  |
| 71   | 4        | 9      | Phansovannarun Montross                | Cambogia                  | 26"95 |                  |
| 72   | 3        | 4      | Fakhriddin Madkamov                    | Tagikistan                | 27"10 |                  |
| 72   | 3        | 5      | Nathaniel Noka                         | Papua Nuova Guinea        | 27"46 |                  |
| 74   | 1        | 5      | Hilal Hilal                            | Tanzania                  | 27"68 |                  |
| 75   | 4        | 0      | Alassane Seydou                        | Niger                     | 27"91 |                  |
| 76   | 3        | 1      | Fodé Amara Camara                      | Guinea                    | 28"42 | Record nazionale |
| 77   | 3        | 6      | Souleymane Napare                      | Burkina Faso              | 28"49 |                  |
| 78   | 2        | 3      | Ailton Lima                            | Capo Verde                | 28"66 |                  |
| 79   | 2        | 2      | Nicky Irakoze                          | Burundi                   | 28"94 |                  |
| 80   | 3        | 2      | Houmed Houssein                        | Gibuti                    | 29"02 |                  |
| 81   | 2        | 1      | Slava Sihanouvong                      | Laos                      | 29"13 |                  |
| 82   | 2        | 7      | Pap Jonga                              | Gambia                    | 29"78 |                  |
| 82   | 3        | 8      | Tilahun Malede                         | Etiopia                   | 28"80 |                  |
| 84   | 1        | 4      | Giorgio Armani Nguichie Kamseu Kamogne | Camerun                   | 29"93 | Record nazionale |
| 85   | 2        | 8      | Aseel Khousrof                         | Yemen                     | 29"99 |                  |
| 86   | 3        | 7      | Joshua Wyse                            | Sierra Leone              | 30"08 |                  |
| 87   | 3        | 0      | Muhammad Ali Moosa                     | Malawi                    | 31"57 |                  |
| 88   | 3        | 9      | Magnim Jordano Daou                    | Togo                      | 32"22 |                  |
| 89   | 2        | 4      | Refiloe Chopho                         | Lesotho                   | 34"21 | Record nazionale |
|      | 1        | 3      | David Young                            | Figi                      | -     | dq               |
|      | 2        | 0      | Mohammed Qatat                         | Libia                     | -     | dq               |
|      | 6        | 8      | Jaouad Syoud                           | Algeria                   | -     | dns              |

### Semifinali
| Pos. | Semifinale | Corsia | Atleta            | Nazionalità       | Tempo | Note |
| ---- | ---------- | ------ | ----------------- | ----------------- | ----- | ---- |
| 1    | 2          | 4      | Maxime Grousset   | Francia           | 22"72 | Q,   |
| 2    | 1          | 2      | Dare Rose         | Stati Uniti       | 22"79 | Q    |
| 3    | 1          | 4      | Jacob Peters      | Gran Bretagna     | 22"92 | Q    |
| 3    | 2          | 6      | Thomas Ceccon     | Italia            | 22"92 | Q    |
| 5    | 1          | 5      | Abdelrahman Sameh | Egitto            | 22"94 | Q,   |
| 6    | 1          | 7      | Benjamin Proud    | Gran Bretagna     | 22"96 | Q    |
| 7    | 1          | 3      | Diogo Ribeiro     | Portogallo        | 23"04 | Q    |
| 8    | 2          | 1      | Simon Bucher      | Austria           | 23"05 | QSO, |
| 8    | 2          | 5      | Dylan Carter      | Trinidad e Tobago | 23"05 | QSO  |
| 10   | 1          | 1      | Mario Mollà       | Spagna            | 23"16 |      |
| 10   | 2          | 7      | Szebasztián Szabó | Ungheria          | 23"16 |      |
| 12   | 1          | 6      | Nyls Korstanje    | Paesi Bassi       | 23"05 |      |
| 13   | 2          | 3      | Noè Ponti         | Svizzera          | 23"23 |      |
| 14   | 2          | 2      | Ilya Kharun       | Canada            | 23"27 | =    |
| 15   | 2          | 8      | Joshua Liendo     | Canada            | 23"33 |      |
| 16   | 1          | 8      | Josif Miladinov   | Bulgaria          | 23"40 |      |

Spareggio
| Pos. | Corsia | Atleta       | Nazionalità       | Tempo | Note |
| ---- | ------ | ------------ | ----------------- | ----- | ---- |
| 1    | 4      | Simon Bucher | Austria           | 23"10 | Q    |
| 2    | 5      | Dylan Carter | Trinidad e Tobago | 23"26 |      |

### Finale
| Pos.    | Corsia | Atleta            | Nazionalità   | Tempo | Note |
| ------- | ------ | ----------------- | ------------- | ----- | ---- |
| Oro     | 6      | Thomas Ceccon     | Italia        | 22"68 |      |
| Argento | 1      | Diogo Ribeiro     | Portogallo    | 22"80 |      |
| Bronzo  | 4      | Maxime Grousset   | Francia       | 22"82 |      |
| 4       | 3      | Jacob Peters      | Gran Bretagna | 22"84 |      |
| 5       | 7      | Benjamin Proud    | Gran Bretagna | 22"91 |      |
| 6       | 5      | Dare Rose         | Stati Uniti   | 23"01 |      |
| 7       | 8      | Simon Bucher      | Austria       | 23"26 |      |
| 8       | 2      | Abdelrahman Sameh | Egitto        | 23"34 |      |